# Diepholz
Diepholz è una città di 17 192 abitanti della Bassa Sassonia, in Germania.
È il capoluogo del circondario (Landkreis) omonimo, situato a 65 km a nord-est di Brema, a 70 km a nord-ovest di Oldenburg e a 50 km a sud-ovest di Osnabrück.

## Geografia
Diepholz si trova tra il fiume Hunte (a ovest della città) e lo Strothe (a est), a nord-est delle colline boscose Dammer Berge e a nord del lago di Dümmer, che è il secondo bacino lacustre più grande del land, all'interno della Diepholzer Moorniederung.
I quartieri contermini a Diepholz centro sono Aschen, Sankt Hülfe e Heede.

## Storia
Le origini della città di Diepholz risalgono ai nobili de Thefholte, che costruirono un castello con fossato nella zona nel X-XI secolo.
Il nome Diepholz deriva probabilmente dall'antico sassone devern (tremare, scuotere) e indicava il movimento ondeggiante della brughiera ricoperta di boschi. Il nome cambiò da Thefholte, passando per Deefholt, in Diepholz.
Nel 1380, Giovanni III di Diepholz concesse ai suoi cittadini lo statuto della città di Osnabrück. Nel 1531, i governanti di Diepholz assunsero il titolo di conte dopo aver accettato la sovranità feudale dei duchi di Brunswick-Lüneburg. La dinastia dei conti di Diepholz si estinse nel 1585.
Nel XVIII e XIX secolo, Diepholz costituì una provincia dell'Elettorato di Hannover, poi Regno di Hannover.

## Sport
Per 30 anni, dal 1968 al 1998, il locale aeroporto è stato adoperato come autodromo e ha ospitato le principali competizioni tedesche, come la F3 tedesca, il DRM e il DTM.

## Infrastrutture e trasporti
- Strada statale B 69 da Vechta / Oldenburg (da nord-ovest)

- Strada statale B 51 da Brema (da nord-est) e da Osnabrück (da sud)

- Strada statale B 214 da Nienburg / Hannover (da est) e da Lingen/Ems (da ovest)

- Autostrada A1 tramite i punti di collegamento di Holdorf, Lohne-Dinklage, Vechta e Cloppenburg

- Linea ferroviaria Wanne-Eickel–Amburgo

- Linea ferroviaria RE 9 Osnabrück–Brema–Bremerhaven

## Amministrazione

### Gemellaggi
- Starogard Gdański ( Polonia)
- Thouars ( Francia)